# UB-I型潜艇
UB-I型潜艇（德語：U-Boot-Typ UB I）是UB级近岸作战潜艇（U艇）的一个亚型，由德国在第一次世界大战初期建造。该亚型共建成20艘艇，其中大部分投入德意志帝国海军服役，另有少量由奥匈帝国海军和保加利亞海軍运营。在奥匈帝国海军，它被称为“U-10级”。
UB-I型是为了满足小巧灵活的需求而建，这些潜艇能够在佛兰德附近狭窄的浅海中作战；它们旨在快速完成构建，然后通过铁路运输送往相应的作业港口进行组装。设计工作肇始于1914年8月中旬，至10月中旬，首批15艘艇的订单被分别发包至两家德国造船厂。德意志帝国海军随后又加订了两艘，以取代售予奥匈帝国的两艘，而后者于1915年4月也加订了三艘。同型的首艇于1914年11月开建；全部20艘均于1915年11月完工。首批艇中只有少数几艘是在德国本土水域进行海试，其余都在安特卫普或普拉完成组装和测试。德国订购的艇只主要编入佛兰德、波罗的海和君士坦丁堡区舰队作战。这些潜艇长约28米，水面和水下排水量分别为127和142吨。所有同型艇均配备两具艇艏鱼雷发射管和2枚鱼雷，以及一挺安装在甲板上的机枪。
1918年，四艘幸存的德籍艇被改装为近岸布雷艇使用。在德国服役的十七艘艇中，有两艘卖给了奥匈帝国、一艘卖给了保加利亚，九艘在战争中丧失。五艘奥籍艇中则有一艘被击沉、另一艘触雷而未修复。战争结束后，最终幸存的五艘德籍艇、四艘奥籍艇以及一艘保加利亚籍艇都被移交协约国，并作拆解报废处理。

## 设计

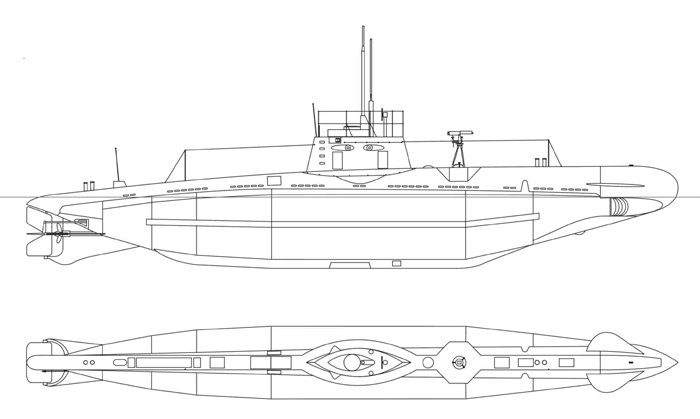
UB-I型潜艇草图

第一次世界大战爆发后不久，随着德意志帝国陆军沿北海海岸快速推进，比利时佛兰德沿岸的安特卫普、泽布吕赫和奥斯坦德等港口相继落入德国人手中，这大大方便了德军潜艇遣出英吉利海峡的作战行动。然而，帝国海军当时却缺乏适合在佛兰德周边狭窄的浅海中行动的U艇。为切断英国对欧洲大陆的支援，德国军方于1914年8月向潜艇监察局（Inspektion des U-Bootwesens）下令，应立即研发适宜大量生产的小型近岸潜艇，并且应能通过铁路运输发往佛兰德沿岸各港口。
1914年9月，潜艇监察局以“34号工程”的名义正式提交了这种小型潜艇的设计方案，即UB级近岸潜艇。这种潜艇设计排水量（水面）127吨，长约28米，配备两具艇艏鱼雷发射管。为满足铁路限界的要求，艇体最大宽度仅3.15米，并可分成三部分拆装。这种潜艇以水面航行为主，只有发起攻击时才短暂潜入水下。因此UB-I型更像一艘可潜水的鱼雷艇，由于排水量较小，只需22秒便可完成潜水。
由于UB-I型潜艇是由基尔的日耳曼尼亚和不来梅的威悉这两家船厂分别承建，这导致其各自生产的批次在细节上出现了一些差异。八艘日耳曼尼亚艇的长度略长，为22.1米；而十二艘威悉艇则比前者短约22厘米。所有同级艇的宽度统一为3.15米，并有3.03米的吃水深度。它们的水面排水量均为127吨，但水下排水量仍稍有区别：艇身更长的日耳曼尼亚艇在水下的排水量为142吨，较威悉艇多1吨。
UB-I型潜艇的推进系统是由单螺旋桨轴驱动的一台戴姆勒（日耳曼尼亚）或科尔庭（威悉）制四缸四冲程60匹公制馬力（44千瓦特）柴油发动机，以及用于水下航行的一台120匹公制馬力（88千瓦特）的西门子-舒克特电动发电机组成。威悉艇的水面最高航速接近7.5節（13.9每小時），水下航速略高于6節（11每小時）；日耳曼尼亚艇则比不来梅建造的批次慢约1節（1.9每小時）。
它们在5節（9.3每小時）时的水面续航力为1,650海里（3,060），4節（7.4每小時）航速下可连续潜航约10小时。武器装备则为两具450毫米的艇艏鱼雷发射管，装载2枚C/03型鱼雷，舰桥前部的甲板上有一挺可拆卸的8毫米机枪。所有UB-I型潜艇均未配备甲板炮。

## 建造
德意志帝国海军于1914年10月15日订购了首批十五艘UB-I型潜艇。其中战术编号使用UB-1至UB-8号的八艘艇交由基尔的日耳曼尼亚船厂承建，编号为UB-9至UB-15号的七艘艇则由不来梅的威悉船厂承建。1915年2月，随着同型艇中的两艘——UB-1和UB-15号被转售予奥匈帝国海军（在奥匈帝国海军编为U-10和U-11号），德意志帝国海军又向威悉船厂加订了UB-16和UB-17号。而奥匈帝国的另外三艘——U-15、U-16和U-17号，则是1915年4月向威悉船厂订购，使UB-I型的建造总量达到20艘。
UB-1和UB-2号一同自1914年11月1日在基尔的日耳曼尼亚船坞开始铺设龙骨。仅仅75个工作日后，UB-1号便率先于1915年1月22日下水；UB-2号则跟随于2月13日下水。在威悉船厂，UB-9号于1914年11月6日最先开建，并于1915年2月6日下水，比UB-2号提前了一周。头三艘下水的UB-I型潜艇在德国本土水域进行了海试，但同型的其它姊妹艇都是通过铁路转运并且在它们的装配地进行试验。
通过铁路运输潜艇的过程包括将潜艇拆解成一个实质上的散装套件。每艘艇被分成大约15块，其中艇体分解为三部分装在平板车上，舰桥、蓄电池和上层建筑中的相关设备装入另外五节车厢中。至佛兰德区舰队服役的UB-I型潜艇需要经历为期五天的铁运旅程，前往安特卫普进行两到三周的组装并进行水密性测试。在安特卫普完成组装后，它们会被驳船拖至布鲁日进行海试。选择在地中海服役的艇只则会被送往奥匈帝国的普拉港进行组装。从铁路车辆自船厂出发到为艇只整备就绪的总时间大约为六周。
至1915年7月，德意志帝国海军订购的全部17艘UB-I型潜艇已经完成交付。

## 服役历史
在海试的过程中，UB-I型潜艇证明了其太小、太慢且动力不足的缺陷；一位艇长甚至将他指挥的UB-I型艇比作“缝纫机”。根据海军历史学家R·H·吉布森和莫里斯·普伦德加斯特在他们1931年出版的《德国潜艇战，1914－1918年》一书中的说法，UB-I型潜艇在浮出水面时没有足够的动力追击轮船，也缺乏足够的耐力在水下长时间停留，仅仅一个多小时的航行就会将电池耗尽。在这批潜艇投入服役运用后还暴露了另一项缺陷：对于只有一个螺旋桨轴和发动机的组合，如果其中任何一个部件发生故障，潜艇即将几乎完全失效。
UB-I型报告的另一个问题是在发射鱼雷之后容易破坏配平。这些潜艇配备了补偿柜，旨在充填和抵消C/06型鱼雷的重量损失，但该系统并不总是能正常工作；因此，当从潜望镜的深度射击时，潜艇可能会在发射后突然横转，或倘若承受了太多的重量则会骤降至深处。其中一个典型的例子发生于1915年6月，当UB-15号施射鱼雷击沉意大利潜艇美杜莎号时，水柜便未能妥善补偿，迫使全体船员跑到艇艉以抵消纵倾不平衡。
尽管存在许多问题，但这些被德国人称之为“罐头蝌蚪”的潜艇仍自1915年3月一直运用至战争结束，20艘同型艇中有一半都在战争中失去。UB-I型潜艇仅服役于三个国家海军：德意志帝国海军、奥匈帝国海军和保加利亞海軍。在德国服役期间，它们主要被部署至佛兰德区舰队、波罗的海区舰队以及君士坦丁堡区舰队。

### 德意志帝国海军

#### 佛兰德区舰队
第一艘投入服役的UB-I型潜艇是UB-10号，它于1915年3月27日成为了佛兰德区舰队的核心。到同年4月底，又有5艘同型艇投入运用。最终与UB-10号一同被部署至佛兰德区舰队还有UB-2、UB-4、UB-5、UB-6、UB-12、UB-13、UB-16和UB-17号；其中，只有UB-2号是通过海路而非铁路运抵佛兰德。
1915年4月9日，UB-4号从佛兰德出海展开首次巡逻，并负责击沉了该区舰队的第一个猎物（商船）。佛兰德区舰队的UB-I型艇只最初在英国与荷兰之间的海域巡逻，但随着UB-6号于6月下旬在多佛尔海峡开辟出一条能够穿越英国防潜网和水雷阵的航线，它们也开始前往英吉利海峡巡逻。
在UB-I型潜艇服役的第一年，UB-4和UB-13号相继被击沉，而UB-2和UB-5号则被转配至波罗的海区舰队。1917年3月，UB-6号在荷兰水域搁浅，并与其船员一同被扣留至战争结束。佛兰德余下的四艘UB-I型——UB-10、UB-12、UB-16和UB-17号，至1918年均被改装成布雷潜艇，它们的鱼雷发射管遭拆除，换上可携带八枚水雷的倾斜式储存井。1918年，佛兰德失去了除UB-10号以外的所有同型艇；当德国人于同年10月从当地撤离时，UB-10号又因维修不善和无法使用而被凿沉。

#### 波罗的海区舰队
最早被部署至波罗的海区舰队的是UB-9号，而UB-2和UB-5号则于1916年加入。这三艘艇于1916年在基尔成为训练艇，与UB-11号一起执行任务。关于在波罗的海服役的UB-I型潜艇的信息较少。

#### 君士坦丁堡区舰队
德意志帝国海军的四艘潜艇——UB-3、UB-7、UB-8和UB-14号被选派至君士坦丁堡区舰队服役。在加入君士坦丁堡区舰队之前，所有的潜艇都会先作为普拉区舰队的成员，被送往奥匈帝国的海军基地普拉进行组装和试航。与此同时，它们也会改用奥匈帝国海军指定的战术编号。1915年5月，UB-3号在前往君士坦丁堡的途中失踪，而其余三艘则于6月中旬抵达当地。
君士坦丁堡区舰队的三艘UB-I型潜艇主要在黑海巡逻。其中，UB-8号于1916年5月移交保加利亚海军，UB-7号于1916年10月在黑海失踪，使UB-14号成为区舰队中仅剩的德国UB-1型艇；1918年11月，它在塞瓦斯托波尔向俄国内战期间驻扎在当地的法国军队投降。

### 奥匈帝国海军
1915年2月，UB-1号和尚未完工的UB-15号被转售至奥匈帝国；两者都于同年5月被拆解并运往普拉。在以德国之名完成一次巡航后，它们各自都投入奥匈帝国海军服役。在奥匈帝国海军治下，这对潜艇更名为U-10和U-11号，并在同年10月得到了U-15、U-16和U-17号的加入。这五艘艇在奥匈帝国海军被归为U-10级或昵称为“陶笛”（Okarina），主要在意大利与阿尔巴尼亚之间的亚得里亚海巡逻。U-10号（原UB-1号）于1918年7月触雷搁浅，但直至战争结束时仍未修复。1916年10月，U-16号在用鱼雷摧毁一艘意大利驱逐舰后被击沉，余下的三艘（以及未修理的U-10号）在战争结束时均被割让予意大利。

### 保加利亚海军
德国与保加利亚于1916年就保加利亚海军购买两艘UB-1型潜艇——UB-7和UB-8号的事宜展开磋商。两名保加利亚水兵被送往基尔接受培训。但在交易完成之前，UB-7号遭击沉，只留下一艘艇前往保加利亚。UB-8号于1916年5月移交保加利亚海军后，更名为“18号潜艇”。它是保加利亚的第一艘潜艇，主要在当地最重要的黑海港口瓦尔纳执行海岸防卫任务。18号潜艇在战争中幸存了下来，并在战后根据《讷伊条约》的要求被割让予法国。

## 同型艇列表
UB-I型潜艇总共建成20艘，其中17艘为德意志帝国海军而建，3艘为奥匈帝国海军而建。两艘为德国而建的潜艇——UB-1和UB-15号被转售予奥匈帝国，并作为U-10和U-11号投入奥匈帝国海军服役。这两艘和另外三艘由威悉船厂建造的艇只，为奥匈海军组成了几乎相同的U-10级潜艇。1916年5月，另一艘为德国而建的UB-8号潜艇售予保加利亚海军，成为后者的18号潜艇。
| 艇名      | 更名             | 船厂           | 下水          | 入役          | 战绩 | 结局                                                                     |
| --------- | ---------------- | -------------- | ------------- | ------------- | ---- | ------------------------------------------------------------------------ |
| UB-1号 D  | U-10号 A         | 日耳曼尼亚船厂 | 1915年1月22日 | 1915年1月29日 | 1    | 作为战争赔款移交意大利，1920年在普拉拆解报废                             |
| UB-2号D   | 不適用           | 日耳曼尼亚船厂 | 1915年2月13日 | 1915年2月10日 | 11   | 1920年由斯廷内斯拆解报废                                                 |
| UB-3号 D  | U-9号 D          | 日耳曼尼亚船厂 | 1915年3月5日  | 1915年3月14日 | 0    | 1915年5月23日失踪                                                        |
| UB-4号 D  | 不適用           | 日耳曼尼亚船厂 | 1915年3月     | 1915年3月23日 | 4    | 1915年8月15日遭英国Q船击沉                                               |
| UB-5号 D  | 不適用           | 日耳曼尼亚船厂 | 1915年3月     | 1915年3月25日 | 5    | 1919年由德尔格在吕贝克拆解报废                                           |
| UB-6号 D  | 不適用           | 日耳曼尼亚船厂 | 1915年3月     | 1915年4月8日  | 19   | 1917年在海勒富茨勒伊斯由其船员自行凿沉。残骸其后打捞上岸并至布雷斯特拆解 |
| UB-7号 D  | U-7号 D          | 日耳曼尼亚船厂 | 1915年4月     | 1915年5月6日  | 4    | 1916年9月27日失踪                                                        |
| UB-8号 D  | U-8号 D / 18号 B | 日耳曼尼亚船厂 | 1915年4月     | 1915年4月23日 | 1    | 1919年2月23日移交法国。1921后在比塞大拆解                                |
| UB-9号 D  | 不適用           | 威悉船厂       | 1915年2月6日  | 1915年2月18日 | 0    | 1919年由德尔格在吕贝克拆解报废                                           |
| UB-10号 D | 不適用           | 威悉船厂       | 1915年2月20日 | 1915年3月15日 | 37   | 1918年10月5日在佛兰德由其船员自行凿沉                                    |
| UB-11号 D | 不適用           | 威悉船厂       | 1915年3月2日  | 1915年3月4日  | 0    | 1920年由斯廷内斯拆解报废                                                 |
| UB-12号 D | 不適用           | 威悉船厂       | 1915年3月2日  | 1915年3月29日 | 24   | 1918年8月19日失踪                                                        |
| UB-13号 D | 不適用           | 威悉船厂       | 1915年3月8日  | 1915年4月6日  | 12   | 1916年4月23日被击沉                                                      |
| UB-14号 D | U-26号 D         | 威悉船厂       | 1915年3月23日 | 1915年3月25日 | 7    | 1918年11月在马耳他投降，1920年拆解报废                                   |
| UB-15号 D | U-11号 A         | 威悉船厂       | 1915年        | 1915年4月11日 | 2    | 作为战争赔款移交意大利，1920年在普拉拆解报废                             |
| UB-16号 D | 不適用           | 威悉船厂       | 1915年4月26日 | 1915年5月12日 | 27   | 1918年5月10日遭英国潜艇E34号击沉                                         |
| UB-17号 D | 不適用           | 威悉船厂       | 1915年4月21日 | 1915年5月4日  | 16   | 1918年3月11日失踪                                                        |
| U-15号 A  | 不適用           | 威悉船厂       | 1915年9月     | 1915年10月6日 | 6    | 作为战争赔款移交意大利，1920年在普拉拆解报废                             |
| U-16号 A  | 不適用           | 威悉船厂       | 1915年8月31日 | 1915年10月6日 | 3    | 1916年10月17日被击沉                                                     |
| U-17号 A  | 不適用           | 威悉船厂       | 1915年        | 1915年10月6日 | 2    | 作为战争赔款移交意大利，1920年在普拉拆解报废                             |

示例
| A | 归属于奥匈帝国海军的U艇   |
| B | 归属于保加利亚海军的U艇   |
| D | 归属于德意志帝国海军的U艇 |

## 脚注
1. 1 2 3 4 5 6 7 8 9  Tarrant，第172頁.
2. 1 2 3 4 5 6 7 8 9 10 11 12 13 14 15 16 17  Gardiner，第180頁.
3. 1 2 3 4 5 6 7 8  Gardiner，第343頁.
4. 1 2 3  Gardiner，第412頁.
5. ↑  Gardiner，第173, 180頁.
6. ↑  Messimer，第127–136頁.
7. 1 2 3 4 5 6  Messimer，第7頁.
8. ↑  Helgason, Guðmundur. . German and Austrian U-boats of World War I - Kaiserliche Marine - Uboat.net.   [2010-01-26].
9. ↑  Gröner 1991，第22-23頁.
10. ↑  Jung，第42頁.
11. 1 2 3 4 5 6  Miller，第46–47頁.
12. 1 2 3  Karau，第48頁.
13. 1 2 3 4  陈进，第45頁.
14. ↑  Miller，第458頁.
15. 1 2 3  Williamson，第12頁.
16. 1 2  Gardiner，第341頁.
17. ↑  Tarrant，第160頁.
18. 1 2 3  Helgason, Guðmundur. . German and Austrian U-boats of World War I - Kaiserliche Marine - Uboat.net.   [2009-03-02].
19. 1 2 3  Helgason, Guðmundur. . German and Austrian U-boats of World War I - Kaiserliche Marine - Uboat.net.   [2009-03-02].
20. ↑  Tarrant，第163頁.
21. 1 2  Helgason, Guðmundur. . German and Austrian U-boats of World War I - Kaiserliche Marine - Uboat.net.   [2009-03-02].
22. 1 2 3 4 5  Karau，第49頁.
23. 1 2  Messimer，第126–127頁.
24. ↑  Gibson & Prendergast，第71頁.
25. 1 2  Tarrant，第16頁.
26. 1 2  Miller，第48頁.
27. 1 2  Gibson and Prendergast，第38–39頁.
28. ↑  Williamson，第13頁.
29. 1 2  Stern，第25頁.
30. 1 2  Sokol，第109頁.
31. 1 2  Tarrant，第23, 34, 56, 74–75頁.
32. ↑  Gibson & Prendergast，第38–39頁.
33. 1 2  Helgason, Guðmundur. . German and Austrian U-boats of World War I - Kaiserliche Marine - Uboat.net.   [2009-03-02].
34. 1 2  Tarrant，第23頁.
35. 1 2  Karau，第50頁.
36. 1 2  Helgason, Guðmundur. . German and Austrian U-boats of World War I - Kaiserliche Marine - Uboat.net.   [2009-03-02].
37. ↑  Karau，第51頁.
38. ↑  Messimer，第129, 134頁.
39. 1 2  Tarrant，第34頁.
40. 1 2  Messimer，第132頁.
41. 1 2 3 4 5  Gibson & Prendergast，第332頁.
42. ↑  Messimer，第133, 135–136頁.
43. ↑  Gibson & Prendergast，第63頁.
44. 1 2 3  Helgason, Guðmundur. . German and Austrian U-boats of World War I - Kaiserliche Marine - Uboat.net.   [2009-03-02].
45. ↑  Messimer，第131頁.
46. ↑  Tarrant，第74–75頁.
47. 1 2  Helgason, Guðmundur. . German and Austrian U-boats of World War I - Kaiserliche Marine - Uboat.net.   [2009-03-02].
48. ↑  Imperial and Royal Navy Association，第12頁.
49. ↑  Baumgartner & Sieche，第摘自此处頁.
50. ↑  Imperial and Royal Navy Association，第13–17頁.
51. ↑  Йорданов，第130–145頁.
52. 1 2 3 4 5 6  Tarrant，第154頁.
53. ↑  Helgason, Guðmundur. . German and Austrian U-boats of World War I - Kaiserliche Marine - Uboat.net.   [2010-02-10].
54. 1 2  Tarrant，第24頁.
55. ↑  Helgason, Guðmundur. . German and Austrian U-boats of World War I - Kaiserliche Marine - Uboat.net.   [2010-02-10].
56. ↑  Helgason, Guðmundur. . German and Austrian U-boats of World War I - Kaiserliche Marine - Uboat.net.   [2010-02-10].
57. ↑  Helgason, Guðmundur. . German and Austrian U-boats of World War I - Kaiserliche Marine - Uboat.net.   [2010-02-10].
58. ↑  Tarrant，第35頁.
59. ↑  Helgason, Guðmundur. . German and Austrian U-boats of World War I - Kaiserliche Marine - Uboat.net.   [2010-04-18].
60. ↑  Helgason, Guðmundur. . German and Austrian U-boats of World War I - Kaiserliche Marine - Uboat.net.   [2010-04-18].
61. 1 2 3 4 5  Tarrant，第155頁.
62. ↑  Helgason, Guðmundur. . German and Austrian U-boats of World War I - Kaiserliche Marine - Uboat.net.   [2010-04-18].
63. ↑  Tarrant，第30頁.
64. ↑  Helgason, Guðmundur. . German and Austrian U-boats of World War I - Kaiserliche Marine - Uboat.net.   [2021-01-25].
65. ↑  Helgason, Guðmundur. . German and Austrian U-boats of World War I - Kaiserliche Marine - Uboat.net.   [2010-04-18].
66. ↑  Helgason, Guðmundur. . German and Austrian U-boats of World War I - Kaiserliche Marine - Uboat.net.   [2010-04-18].
67. ↑  Helgason, Guðmundur. . German and Austrian U-boats of World War I - Kaiserliche Marine - Uboat.net.   [2010-04-18].
68. ↑  Helgason, Guðmundur. . German and Austrian U-boats of World War I - Kaiserliche Marine - Uboat.net.   [2010-04-18].
69. ↑  Helgason, Guðmundur. . German and Austrian U-boats of World War I - Kaiserliche Marine - Uboat.net.   [2010-04-18].